# Kaze Sima
Kaze Sima (Transkription von japanisch 風島 ‚Windinsel‘ [sic!]) sind eine Gruppe aus zwei unmittelbar benachbarten Inseln vor der Prinz-Harald-Küste des Königin-Maud-Lands. In der Lützow-Holm-Bucht liegen sie 10 km westlich des nördlichen Teils der Langhovde.
Japanische Wissenschaftler entdeckten und fotografierten sie 1991. Die Benennung erfolgte 1996.